# Amanita olivaceogrisea
Amanita olivaceogrisea är en svampart som beskrevs av Kalamees 1986. Amanita olivaceogrisea ingår i släktet flugsvampar och familjen Amanitaceae.  Artens status i Sverige är: "Bofast och reproducerande". Ett fynd i Skåne har rapporterats 2014. Inga underarter finns listade i Catalogue of Life.